# Sauracris parvula
Sauracris parvula är en insektsart som först beskrevs av Willy Adolf Theodor Ramme 1929.  Sauracris parvula ingår i släktet Sauracris och familjen gräshoppor.

## Underarter
Arten delas in i följande underarter:
- S. p. arabica
- S. p. parvula